# Maria Bárbola

Las Meninas av Diego Velázquez (Pradomuseet)

Maria Bárbola, också kallad Mari, Mariabárbola och Mariabárbola Asquín, död efter år 1700, var en spansk hovdvärg, berömd genom tavlan Las Meninas av Diego Velázquez. 
Mariabárbola kom till Spanien från Österrike som en del av Mariana av Österrikes följe, då hon gifte sig med Filip IV av Spanien 1649. Hon var ursprungligen tjänare hos en grevinna, och blev efter dennas död 1651 officiellt drottningens hovdvärg, Enana de la Reina. Som sådan placerades hon i samma kategori som en gycklare. Hon var inte den enda hovdvärgen: enbart vid drottningens hovstat fanns då även till exempel Juana de Aunon, systrarna Genoveva och Catalina Bazan och Bernarda Blasco. Liksom de hade hon sin egen tjänare och fick sig tilldelad små privilegier och tjänsteförmåner såsom sin egen snö. Hon var lekkamrat och sällskap åt Margarita Teresa av Spanien, och förekom även på tavlan Margarita Teresa av Spanien i sorgklänning. 
Hon förvisades när Filip V av Spanien genomförde en reformering av det spanska hovet och förvisade alla hovdvärgar, narrar och gycklare år 1700. Vid den tidpunkten hade hovdvärgar börjat bli omoderna på många håll i övriga Europa. Mariabárbola avreste 30 mars 1700 tillbaka till Österrike. 
I Las Meninas från 1656 avbildas Mariabárbola på ett för den tiden ovanligt sätt för en hovdvärg. Hon står rakt upp i en värdig ställning, högre än prinsessan bredvid sig, avbildas med ett tankfullt och behärskat ansiktsuttryck, och möter betraktarens blick så som en iakttagare och observatör snarare än en deltagare i porträttet. 